# Hirtenberg
Hirtenberg osztrák mezőváros Alsó-Ausztria Badeni járásában. 2022 januárjában 2545 lakosa volt. 

## Elhelyezkedése

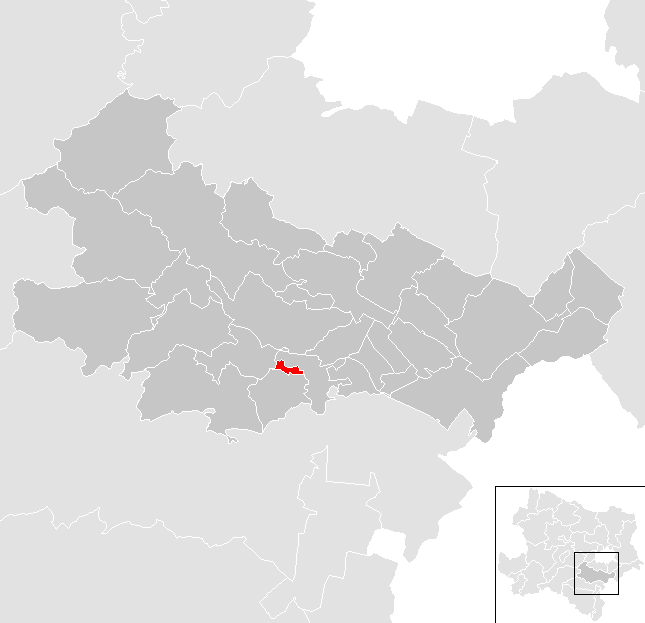
Hirtenberg a Badeni járásban

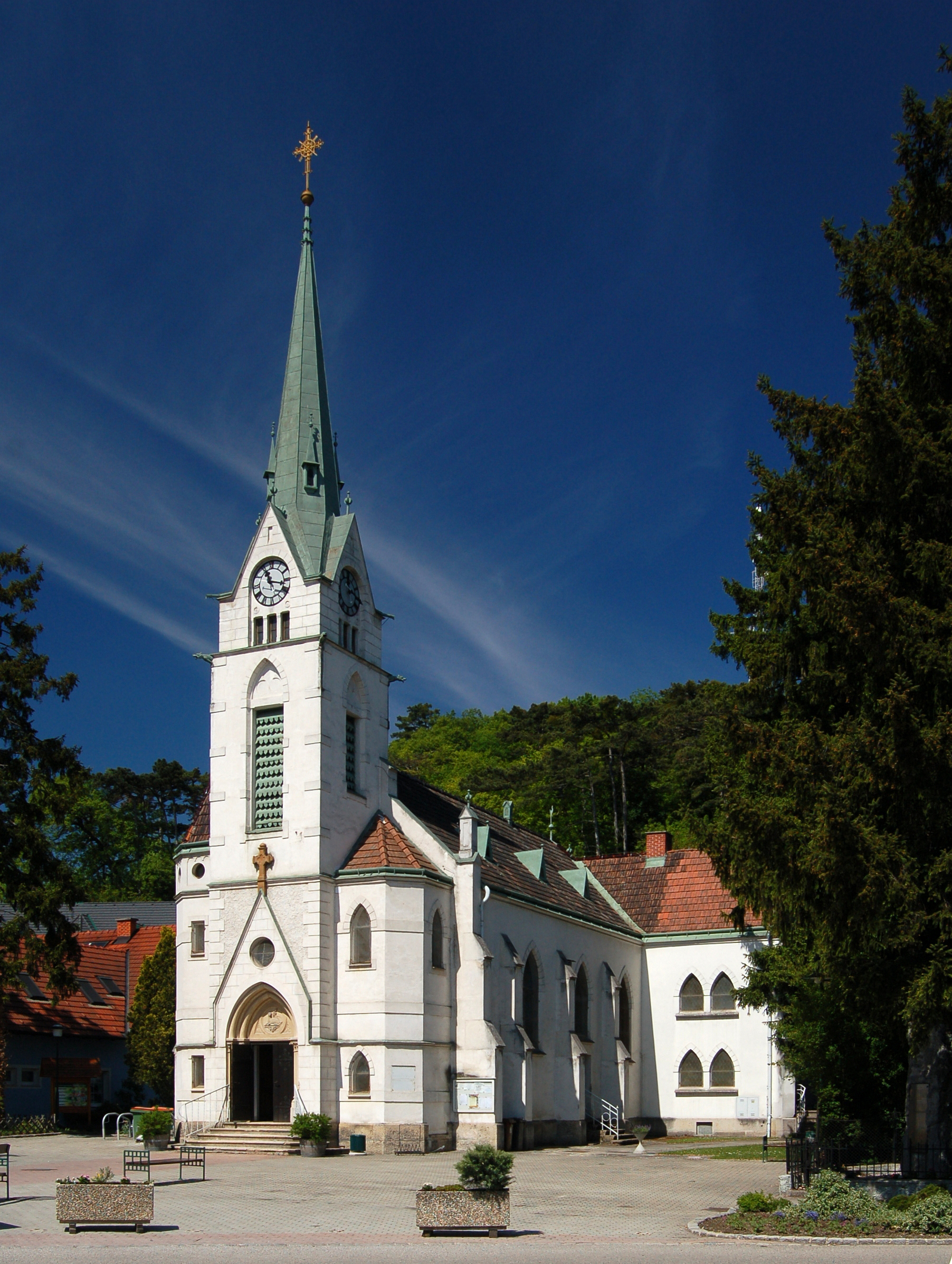
A Szt. Erzsébet-plébániatemplom

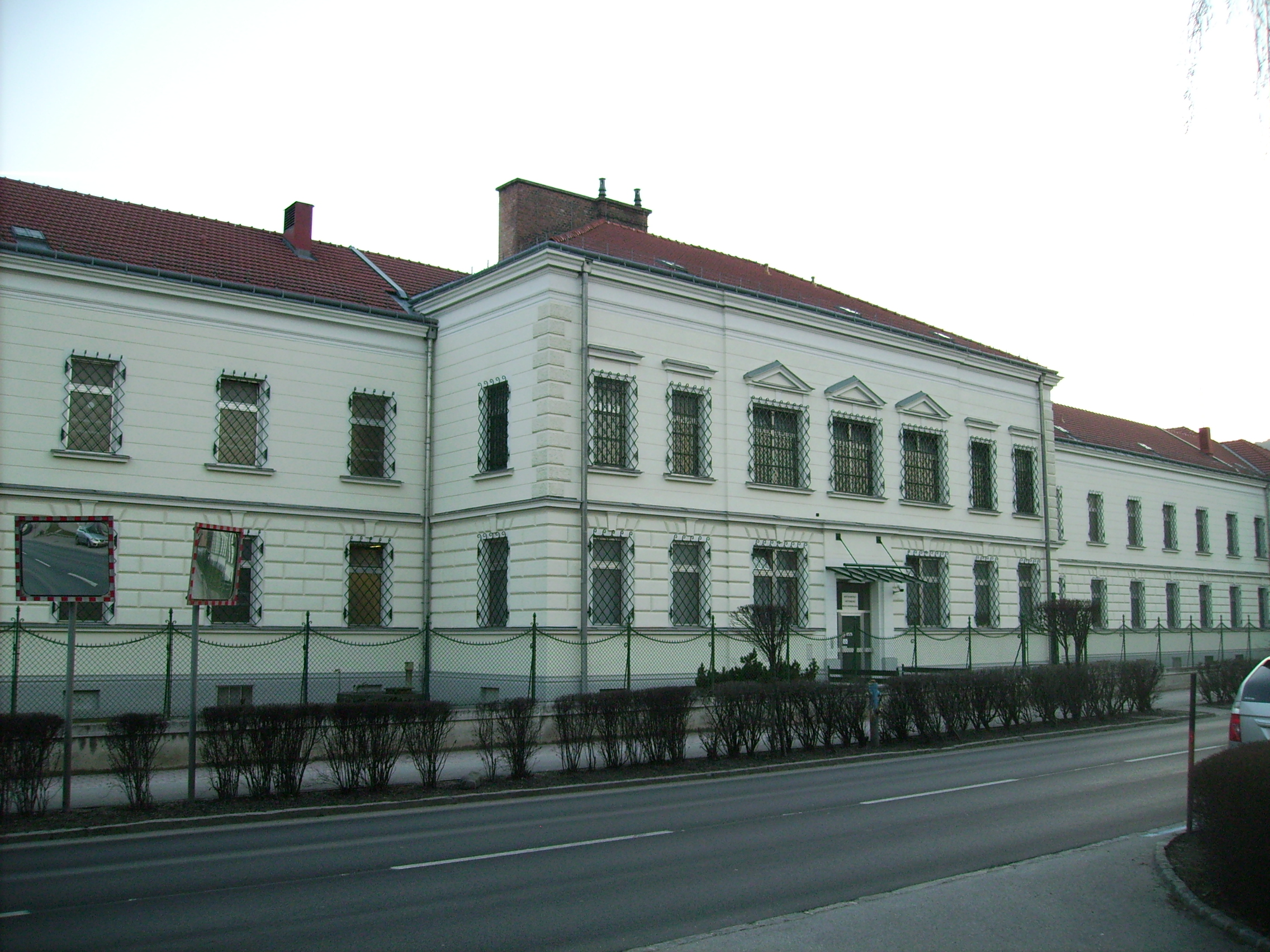
A hirtenbergi fegyház

Hirtenberg a tartomány Industrieviertel régiójában fekszik, a Bécsi-erdő és a Bécsi-medence határán, a Triesting folyó mentén. 1,47 km2-es területével Ausztria legkisebb mezővárosa és harmadik legkisebb önkormányzata. Területének 27,3%-a erdő, 12,3% áll mezőgazdasági művelés alatt. Az önkormányzathoz egyetlen település tartozik. 
A környező önkormányzatok: északkeletre Leobersdorf, délre Enzesfeld-Lindabrunn, nyugatra Berndorf.

## Története
Hirtenberg neve a 13. századi Huotto várának nevéből származik, amely a település melletti Steinkamperl dombon állt. 
1477-ben Mátyás magyar király seregei kifosztották a települést. 1532-ben a Bécset célzó, de Kőszegnél feltartott török támadás idején Leobersdorf-Enzesfeld-Hirtenberg térségében visszavertek egy nagy török portyázó csapatot, amelynek vezetője, Kászim bej is elesett. 
Hirtenberg 1870-ben vált önállóvá, amikor elszakadt Leobersdorf önkormányzatától. A 20. század elején az addig mezőgazdaságból és szőlőtermelésből élő község erőteljesen iparosodni kezdett, textilgyár, valamint egy jelentős lőszergyár létesült a területén. 1929-ben mezővárosi rangra emelték. 1933-ban egy újság közzétette, hogy Mussolini titokban fegyverekkel látja el Magyarországot és Ausztriát; a mintegy 40 vagonnyi fegyvert a hirtenbergi lőszergyárban tárolták. A második világháború előtt felfuttatták az üzem termelését: a 3800 munkás naponta egymillió töltényt állított elő. 1944-ben a mauthauseni koncentrációs tábor egy altábort létesített Hirtenbergben, amelynek 459 női kényszermunkását a lőszergyárban dolgoztatták.   
1962-ben a korábbi árvaház épületében létrehozták a hirtenbergi fegyházat, amely Ausztria ötödik legnagyobb büntetésvégrehajtási intézménye. 

## Lakosság
A hirtenbergi önkormányzat területén 2022 januárjában 2545 fő élt. A lakosságszám 1923 óta 2100-2600 között ingadozik. 2020-ban az ittlakók 76,9%-a volt osztrák állampolgár; a külföldiek közül 0,7% a régi (2004 előtti), 7,1% az új EU-tagállamokból érkezett. 10,1% az egykori Jugoszlávia (Szlovénia és Horvátország nélkül) vagy Törökország, 5,1% egyéb országok polgára volt. 2001-ben a lakosok 59,8%-a római katolikusnak, 6% evangélikusnak, 3,3% ortodoxnak, 11% mohamedánnak, 18,5% pedig felekezeten kívülinek vallotta magát. Ugyanekkor a legnagyobb nemzetiségi csoportokat a németek (80,7%) mellett a törökök (7,8%), a szerbek (2,7%), a horvátok (1,8%) és a magyarok (1,3%) alkották.
A népesség változása:

| 2016 | 2 578 |
| 2018 | 2 586 |

## Látnivalók
- a Szt. Erzsébet-plébániatemplom, amely Ferenc József trónra lépésének 50. évfordulójára épült
- a hirtenbergi fegyház épülete műemléki védettség alatt áll

## Fordítás
- Ez a szócikk részben vagy egészben  a   Hirtenberg című német Wikipédia-szócikk ezen változatának fordításán alapul.  Az eredeti cikk szerkesztőit annak laptörténete sorolja fel. Ez a jelzés csupán a megfogalmazás eredetét és a szerzői jogokat jelzi, nem szolgál a cikkben szereplő információk forrásmegjelöléseként.